# Seriefanzin
Ett seriefanzin är en serietidning producerad av amatörer, utan inblandning av något serieförlag.

## USA
Termen stammar av begreppet fanzin, en förkortning av fan magazine, hemmaproducerade tidskrifter, utgivna av musik-, tv-serie-, eller litteratur-fans. I USA är det en vanligt förekommande åsikt att äkta fanzin främst ska innehålla text, medan seriefanzin ofta kallas för "mini-comics" eller "art-zines".
De stora föregångarna till seriefanzinen i USA var de så kallade tijuanabiblarna, små häften av pornografiska tecknade serier, producerade från 1920-talet till 1960-talet. Billigt producerade, och med ett standardomfång på 8 sidor, fylldes dessa olagliga häften, vars upphovsmän fortfarande till stor del är okända, med serier som parodierade samtidens dagspresserier, filmstjärnor, och andra kändisar.
Den amerikanska amatörserietraditionen växte sig hastigt starkare under slutet av 1960-talet, med serieskapare som Robert Crumb, S. Clay Wilson och andra, i den så kallade underground-rörelsen. Till skillnad från tijuanabiblarnas anonyma tecknare, så utgjordes undergroundseriernas upphovsmän huvudsakligen av aspirerande serieskapare, vilka antingen ännu inte blivit etablerade, eller som upplevde sig kreativt hämmade av samtidens restriktioner på de kommersiella serietidningarnas innehåll, inte minst genom Comics Code Authority.

## Japan
Japanska amatörserier, dōjinshi, är en relativt stor marknad. Bland annat hålls världens största seriefanzinmässa, Comiket, i Tokyo, två gånger om året.

## Sverige

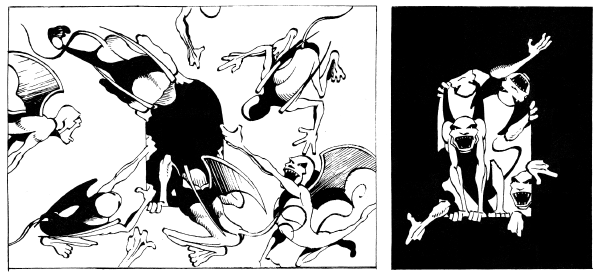
Nicolas Križan var under 1980-talet en flitig illustratör inom svensk SF-fandom och bidragsgivare till svenska seriefanzin. Hans korta fanzinserie "Night" (1979) kombinerade grafiska stilexperiment med en Conan-inspirerad grundintrig.

I Sverige har seriefanzin i många års tid utgjort en stark alternativrörelse inom den svenska serievärlden. De första kom sannolikt under 1970-talet – inte sällan som en del av den politiska vänsterrörelsen – med titlar som Serieguide (1970–80), Strålande tider (1974), Komix (1977–80) och Fasett (sent 1970-tal). Under 1980-talet växte fenomenet och nådde sin kulmen under 1990-talet. Fanzinrörelsen har gjort att en mängd serieskapare, som inte platsade i det kommersiella standardutbudet, har haft möjlighet att utveckla sin egen stil och nå ut med resultatet till ett mindre eller större antal läsare.
Bland de professionella serieskapare som började inom fanzinrörelsen märks Ulf Jansson, Johan Höjer, Åke Forsmark, Lars Andreasson, Johan Andreasson, Gunnar Krantz, Nicolas Križan, Pidde Andersson, Johan Wanloo, Mats Jonsson, David Liljemark, Daniel Ahlgren, Karna Rusek, Åsa Grennvall, Coco Moodysson, Liv Strömquist och många fler.
Andra, som Mattias Wiberg, Gustaf Skördeman och Zwing, är kanske framför allt ihågkomna i seriesammanhang just för sina fanzin. Under senare år har Per Myrhill med sin Plutonium Comics fått uppmärksamhet även utanför seriekretsarna. Myrhills fanzin kom ut i åtta nummer åren 1993–96 och återkom 2013 som en tjock antologitidning (fram till 2014 i ytterligare tre nummer).
Flera serieskapare har vittnat om hur de, av olika orsaker, föredrar fanzinpublicering. Gunnar Krantz är en av dem som återkommit till fanzinvärlden gång på gång även efter det att han blivit professionellt publicerad.
Under 2000-talet har förekomsten av seriefanzin i viss mån ersatts av Internet-publicerade serier, så kallade webbserier.
Seriefrämjandet har i tidskriften Bild & Bubbla sedan 1980-talet haft en avdelning kallad "Avigserier", där seriefanzin recenseras. Optimal Press utkom 2001 med Fanzine-Index 2001, en förteckning av alla då kända svenska seriefanzin.
Seriefanzin säljs ofta av serieskaparna själva på specifika konvent och mässor, som mangakonvent, Stockholms internationella seriefestival och Seriefest.